# Nikon D5200
Nikon D5200 – jednobiektywowa lustrzanka cyfrowa z nowo opracowaną 24,1-megapikselową matrycą światłoczułą CMOS w formacie DX  zaprezentowaną przez firmę Nikon 6 listopada 2012 dla większości świata i 1 stycznia 2013 na rynku północnoamerykańskim.
Aparat wyposażony jest w ruchomy ekran TFT LCD, ułatwiający kadrowanie z góry, od dołu i wykonywanie autoportretów w trybie Live View.